# مقصلة

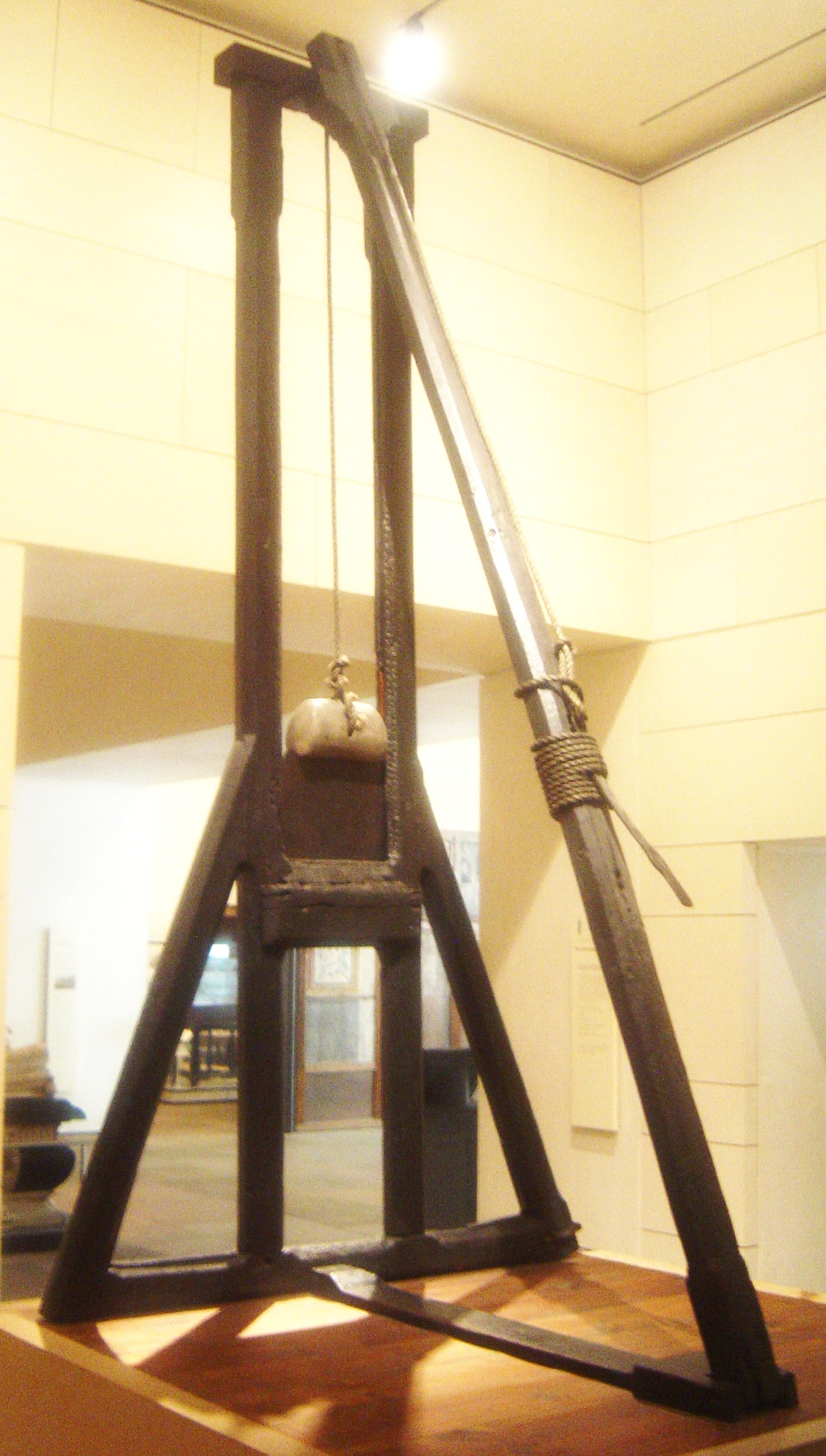
المقصلة

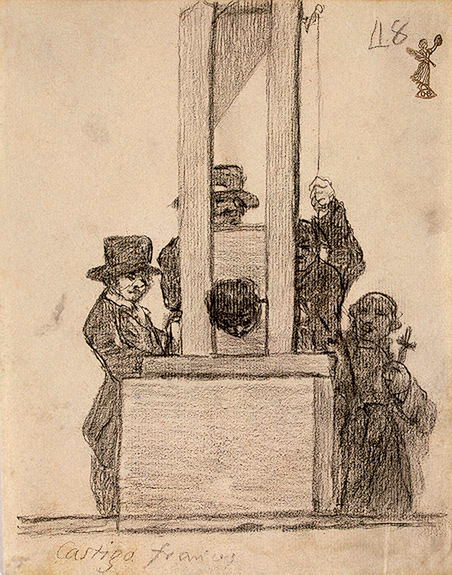
تنفيذ حكم بالمقصلة

المقصلة آلة استخدمت في الأصل للإعدام وذلك في فرنسا. إلا أنها طورت بعد ذلك وتستعمل لأغراض مختلفة منها الصناعية والمكتبية. وتتكون من شفرة حديدية حادة تسقط من أعلى فتهوي على رقبة الذي يراد إعدامه وتقطع رقبته.
شاع استخدام المقصلة في فرنسا، لا سيما خلال الثورة الفرنسية ، حيث احتفل بها أنصار الثورة على أنها أداة انتقام للشعب وشجبها معارضو الثورة باعتبارها الرمز البارز لعنف عهد الإرهاب. قُطعت بها رقاب عديدة منهم الملك لويس السادس عشر والملكة ماري أنطوانيت. وكانت قد نصبت في أماكن عدة في باريس لعل أبرزها هو ساحة قصر البلدية - ساحة التحرير.
كذلك يستعمل هذا التعريف للإشارة إلى بعض آلات قطع الورق.